# أوربيتال ساينسيز

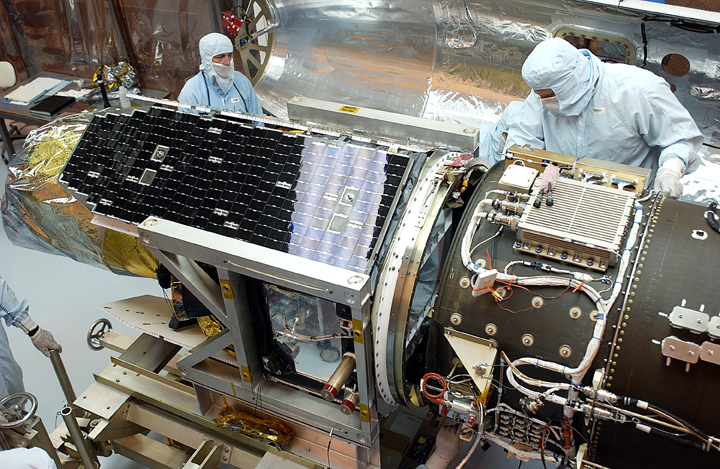
تصنيع القمر الصناعي GALEX.

أوربيتال ساينسيز أو أوربيتال ساينسيز كوربوريشن (بالإنجليزية : Orbital Sciences Corporation) هي شركة أهلية أمريكية مقرها في دالاس بولاية فيرجينيا وهي تختص في صناعة الأقمار الصناعية وكذلك إرسالها إلى الفضاء في مدارات حول الأرض. أسست الشركة في عام 1982 ويعمل بها الآن نحو 2.700 من العاملين . وتشترك الشركة في مشروع «الدفاع الوطني للصواريخ» في الولايات المتحدة الأمريكية .

## تطورها

### صواريخ حاملة
تنتج الشركة صواريخ حاملة لنقل الأقمار الصناعية التي تصنعها إلى الفضاء :
- عائلة صواريخ من نوع مينوتور
- بيغاسوس (صاروخ)
- تاوروس (صاروخ)
- أنتاريس
- مينوتور 4 : وهو صاروخ معدل للصاروخ العابر للقارات .

### طائرات تجريبية

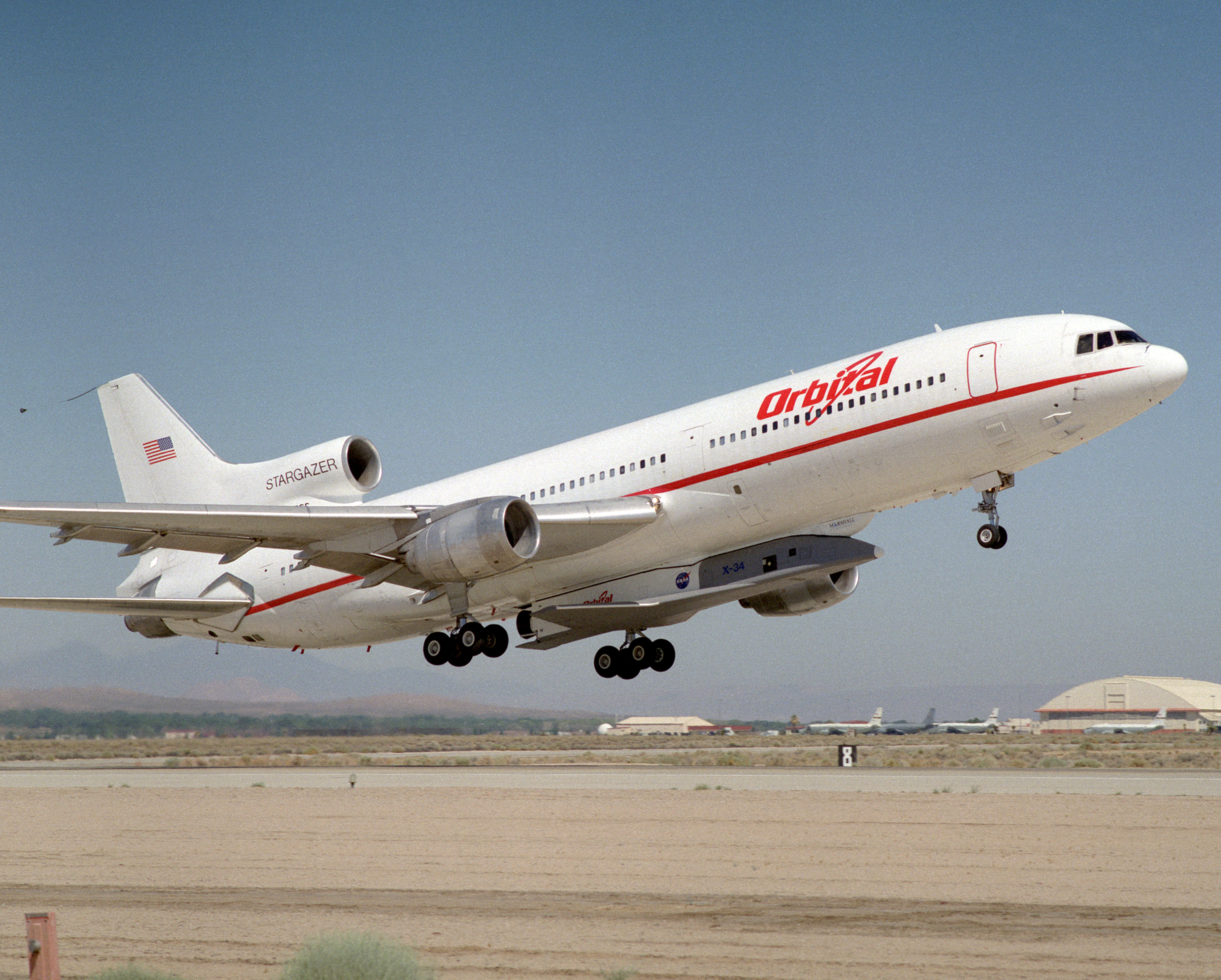
طائرة لوكهيد L-1011 تريستار تحمل الطائرة X-34

- أوربيتال ساينسيز إكس-34 : وهي طائرة دون طيار تطير بالتحكم عن بعد، ويمكن استعادتها وإعادة استخدامها .

### في الدفاع الوطني للصواريخ
- محرك صاروخ داعم جي إم دي.
- صاروخ معارض نوع كي إي أي
- صواريخ بالستية
- صاروخ كويوت GQM-163A Coyote
- معمل اختبار الصواريخ

### أقمار صناعية وكبسولات فضاء
- أقمار صناعية في نظام التموضع العالمي تعمل من مدار متزامن عالي،
- أقمار صناعية في نظام التموضع العالمي تعمل في مدارات أرضية منخفضة،
- دون (مركبة فضائية) : صنعت لتعمل لدى ناسا ،
- قمر صناعي Optus D1

### منتجات أخرى
- منتجات في أطار تقنية الالتقاء الآلي DART
- بوينغ X-43
- أوربيتال سبيس بلين
- أوريون (مركبة فضائية) ويتم هذا للمشروع بالتعاون مع شركة لوكهيد مارتن ،
- سيغنوس (ناقل فضائي)

## اقرأ أيضا
- سبيس إكس
- أوربيتال ساينسيز إكس-34
- مدار متزامن
- نظام التموضع العالمي
- ستاندارد ميسايل 3
- أبولو 11
- صاروخ آريس